# Grimmelshausen (Thuringe)
Grimmelshausen est une commune allemande de l'arrondissement de Hildburghausen, Land de Thuringe.

## Géographie
Grimmelshausen se situe sur la Werra.
|                | Themar         | Kloster Veßra |
| Beinerstadt    | Grimmelshausen | Ehrenberg     |
| Sankt Bernhard | Reurieth       |               |

Grimmelshausen se trouve sur la Bundesstraße 89.

## Histoire
Grimmelshausen est mentionné pour la première fois en 1117 sous le nom de "Grymoltushusen".
Pendant la guerre de Trente Ans, le village est en 1634 partiellement détruit par des soldats en maraude.
Grimmelshausen est la scène d'une chasse aux sorcières en 1668. Dorothea, la femme de Caspar Bergmann, est décapitée après un procès et six mois de prison.

## Personnalités liées à la commune
- Hans Jakob Christoffel von Grimmelshausen (1622-1676), écrivain.

## Source, notes et références
- (de) Cet article est partiellement ou en totalité issu de l’article de Wikipédia en allemand intitulé « Grimmelshausen » (voir la liste des auteurs).